# Distretto di Huachupampa
Il distretto di Huachupampa è uno dei trentadue distretti della provincia di Huarochirí, in Perù. Si trova nella regione di Lima e si estende su una superficie di 76,02 chilometri quadrati.
Istituito il 24 luglio 1964, ha per capitale la città di San Lorenzo de Huachupampa.